# 't Rooth
 't Rooth (en limbourgeois  't Roeët) est un hameau située dans la commune néerlandaise d'Eijsden-Margraten, dans la province du Limbourg.

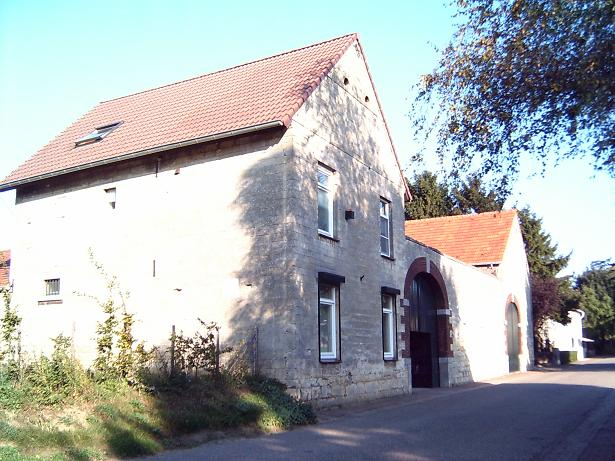
Ferme à cour carrée de 't Rooth

Le hameau est situé sur le Plateau de Margraten et est composé d'une quinzaine de fermes et maisons.